# Organisation mondiale de l'environnement
Pour les articles homonymes, voir OME.
L'Organisation mondiale de l'environnement est un projet d'organisation intergouvernementale autonome, porté depuis les années 2000 par des ONG et des associations écologistes. Son objectif serait d'être une autorité politique internationale qui prenne des initiatives environnementales et qui fasse appliquer les décisions politiques existantes comme le protocole de Kyoto ou l'accord de Paris sur le climat à l'ensemble des pays signataires. Le projet est reçu de manière très inégale : certains voient dans cette organisation une menace pour leur développement, d'autres y voient une nouvelle organisation puissante et bénéfique. Comme l'ONU ou l'OMC, l'OME devrait se définir comme apolitique mais être un outil administratif efficace, grâce à la création consécutive d'un ensemble d'instances juridiques qui permettent de faire appliquer les décisions issues des concertations.

## Enjeux
Actuellement, la gestion des ressources naturelles à l'échelle globale n'est régulée par aucune autorité. Les ressources naturelles ne sont considérées que comme des marchandises par les entreprises exploitantes, qui cherchent des positions de monopole en oubliant de penser les ressources naturelles comme un stock limité, qu'il faut renouveler afin d'assurer la durabilité de l'exploitation et également la survie de l'espèce humaine entre autres.
Le réchauffement climatique est un autre de ces enjeux. La COP21 en novembre/décembre 2015 puis la signature de l'accord de Paris sur le climat en 2016 n'a pas empêché que les grandes entreprises mondiales du pétrole offshore se sont retrouvées à Pau du 5 au 7 avril 2016 pour se mettre d’accord sur leur stratégie mondiale afin de pouvoir continuer à creuser toujours plus profond dans les océans à la recherche d’hydrocarbures. Olivier de Schutter ex-rapporteur spécial des Nations unies sur le droit à l'alimentation et professeur à l’Université catholique de Louvain, Philippe Lamberts Coprésident du groupe des Verts-ALE au Parlement européen, Benjamin Joyeux écologiste européen, fondateur de l’association pour la promotion de l’Organisation mondiale de l’environnement (L’APOME) et Vandana Shiva écologiste et féministe indienne, estiment qu'il faut se doter d’un « gendarme international aux pouvoirs contraignants et à la légitimité indiscutable, susceptible de mettre en œuvre tant les objectifs de la COP21 que les plus de 300 conventions et traités internationaux de droit de l’environnement ».

## International
Au niveau international, le projet OME est soutenu par Greenpeace .
Dans plusieurs pays, des ONG se relaient pour promouvoir la formation de l'OME. 
- France : Agir pour l'environnement (APE)
- Allemagne
- Italie
- États-Unis
- Brésil
- Malaisie
- Pérou
- Cambodge
- Union africaine

...

## Difficultés de mise en œuvre
Le projet a été balayé par la crise économique mondiale à partir de 2008 et abandonné par manque de courage politique : Laurent Fabius lui-même n'y était pas favorable au moment de l'accord de Paris sur le climat. Nicolas Hulot, en revanche, s'y est toujours montré favorable.
Quelques mois avant la conférence Rio+20, Nathalie Kosciusko-Morizet, ministre de l'Écologie, et Alain Juppé, ministre des Affaires étrangères, ont organisé le 31 janvier 2012 une conférence au Conseil économique, social et environnemental pour débattre de la nouvelle gouvernance mondiale de l’environnement et consulter le plus largement possible pour porter à Rio des propositions partagées.
Le Conseil pontifical Justice et Paix (remplacé par le dicastère pour le service du développement humain intégral) du Vatican a encouragé à créer une structure pour une gestion commune du Bien commun qu’est l'environnement, et à réformer le modèle économique actuel.